# Famous Birthdays
Famous Birthdays é um site norte-americano, com sede em Santa Mônica, Califórnia, dedicado a catalogar aniversários de pessoas famosas e reunir outras informações sobre elas.

## Antecendentes
O site original Famous Birthdays foi criado em 1996 por Edward Morykwas, um professor de Michigan. Ele oferecia cartões eletrônicos.
O site foi reformulado para seu formato atual em 7 de novembro de 2012 por Evan Britton, que desde então descreveu a plataforma como uma "Wikipédia para a geração Z". Inicialmente, o Famous Birthdays focava em celebridades tradicionais, como atores, atletas e músicos, mas passou a incluir também  personalidades da internet. Essa mudança ocorreu depois que Britton percebeu que os usuários estavam buscando nomes desconhecidos para ele; a princípio, pensou que se tratava de spam, mas logo entendeu que eram buscas por influenciadores digitais, como Cameron Dallas.

## Status
Em 2015, a equipe de dezoito pessoas de Britton participou da VidCon. A partir de 2018, o site contava com mais de 150 mil biografias. Em julho de 2018, o Famous Birthdays lançou o Famous Birthdays Español, uma versão em espanhol do site. Em 2019, registrava 20 milhões de visitantes únicos por mês. No mesmo ano, o jornalista Taylor Lorenz, do The Atlantic, descreveu uma página no Famous Birthdays como um "símbolo de status" ou "emblema de honra" para personalidades da internet, destacando seu público composto majoritariamente por adolescentes e membros da Geração Z. Mais tarde, como repórter do The New York Times, Lorens afirmou que está no site era "um marco na carreira de qualquer influenciador". Em junho de 2024, o site continuava recebendo 20 milhões de visitantes únicos por mês.

## Características
Apesar do nome, o Famous Birthdays também inclui biografias completamente escritas por sua equipe. Cada página tem um botão "impulsionar" —  ao clicar nele, o visitante ajuda a elevar a posição da biografia nos rankings de "tendências" ou "mais populares". Celebridades da internet podem incentivar seus seguidores a melhorar sua colocação, pedindo que utilizem o botão. As biografias tendem a ter um tamanho semelhante, independentemente do grau de fama do indivíduo retratado.